# Martin Karlsson
För andra betydelser, se Martin Karlsson (olika betydelser).
Martin Karlsson, född 26 april 1952 i Skellefteå, är en svensk ishockeytränare och före detta ishockeyspelare.
Som aktiv hockeyspelare slog han igenom som junior i Skellefteå AIK och gjorde sig ett namn som skyttekung. Under stor del av sin hockeykarriär spelade han ihop med Hardy Nilsson. Karlsson har tagit SM-guld både med Brynäs IF och senare med Skellefteå AIK.
Efter avslutad spelarkarriär tränade Martin Karlsson flera olika lag i Sverige, Danmark och Österrike. Bl.a. Aalborg Pirates och EC Red Bull Salzburg. Tre gånger har han varit med och fört upp lag till Hockeyallsvenskan: Troja-Ljungby (2008), Tingsryd (2015) samt Södertälje (2016 som assisterande tränare).

## Meriter
- Junior 18 EM-silver 1971
- VM-silver 1977
- VM-brons 1976
- SM-guld 1976 och 1977 med Brynäs IF
- SM-guld 1978 med Skellefteå AIK

- Flest poäng Elitserien 1978
- Vinnare av skytteliga Elitserien 1978
- Flest poäng Junior 18 1971
- Vinnare av skytteligan Junior 18 1971
- Utnämnd till bäste forward Junior 18
- Utnämnd till årets svenske junior 1971
- Sveriges All Star Team 1978
- Poängrekord för en kedja genom tiderna, flest mål i serien, 186 stycken. Skellefteås A-kedja med Hardy Nilsson, Martin Karlsson och Per Johansson tog även hand om de tre första platserna i poängligan 1978.
- Stora Grabbars Märke nummer 105

## Klubbar
- Skellefteå AIK 1968-1974 Division 1
- Brynäs IF 1975-1977 Elitserien
- Skellefteå AIK 1978 Elitserien
- Örebro IK 1979-1981 Elitserien